# Liga Puerto Rico 2021-22
La Liga Puerto Rico 2021-22 fue la edición número 3 de la Liga Puerto Rico. Comenzó el 25 de septiembre de 2021 y terminó el 1 de enero de 2022. El Metropolitan FA siguió siendo el primer campeón defensor, luego de que la temporada anterior fuera cancelada por la pandemia del Covid-19 y no hubo campeón.

## Equipos participantes
En cursiva los equipos debutantes.
| Equipo             | Ciudad      |
| ------------------ | ----------- |
| Academia Quintana  | San Juan    |
| Bayamón FC         | Bayamón     |
| Caguas Sporting FC | Caguas      |
| CF Fraigcomar      | Rio Piedras |
| Guaynabo Gol SC    | Guaynabo    |
| Metropolitan FA    | San Juan    |
| Puerto Rico Sol    | Mayagüez    |

## Tabla de posiciones
Actualizo el 6 de Diciembre de 2021.
| Pos. | Equipo             | PJ | PG | PE | PP | GF | GC | DG  | Pts. | Clasificado a |
| ---- | ------------------ | -- | -- | -- | -- | -- | -- | --- | ---- | ------------- |
| 1    | Metropolitan FA    | 6  | 5  | 0  | 1  | 32 | 8  | +24 | 15   | Semifinales   |
| 2    | Puerto Rico Sol    | 6  | 5  | 0  | 1  | 19 | 9  | +10 | 15   | Semifinales   |
| 3    | Bayamón FC         | 6  | 4  | 0  | 2  | 23 | 11 | +12 | 12   | Semifinales   |
| 4    | Academia Quintana  | 6  | 2  | 2  | 2  | 19 | 14 | +5  | 8    | Semifinales   |
| 5    | CF Fraigcomar      | 6  | 2  | 1  | 3  | 15 | 9  | +6  | 7    |               |
| 6    | Caguas Sporting FC | 6  | 0  | 2  | 4  | 9  | 29 | -20 | 2    |               |
| 7    | Guaynabo Gol SC    | 6  | 0  | 1  | 5  | 6  | 43 | -37 | 1    |               |

## Fase Final
|  | Semifinales          | Semifinales          | Semifinales          |            |   | Final           | Final           | Final           |  |
|  | 11 y 12 de diciembre | 11 y 12 de diciembre | 11 y 12 de diciembre |            |   | 18 de diciembre | 18 de diciembre | 18 de diciembre |  |
|  |                      |                      |                      |            |   |                 |                 |                 |  |
|  |                      |                      |                      |            |   |                 |                 |                 |  |
|  | 1                    | Metropolitan FA      | 5                    |            |   |                 |                 |                 |  |
|  | 1                    | Metropolitan FA      | 5                    |            |   |                 |                 |                 |  |
|  | 4                    | Academia Quintana    | 0                    |            |   |                 |                 |                 |  |
|  | 4                    | Academia Quintana    | 0                    |            | 1 | Metropolitan FA | 1               |                 |  |
|  |                      |                      |                      |            | 1 | Metropolitan FA | 1               |                 |  |
|  |                      |                      | 3                    | Bayamón FC | 2 |                 |                 |                 |  |
|  | 2                    | Puerto Rico Sol      | 3                    | Bayamón FC | 2 | 3 (1)           |                 |                 |  |
|  | 2                    | Puerto Rico Sol      |                      |            |   | 3 (1)           |                 |                 |  |
|  | 3                    | Bayamón FC (p.)      | 3 (4)                |            |   |                 |                 |                 |  |
|  | 3                    | Bayamón FC (p.)      | 3 (4)                |            |   |                 |                 |                 |  |
|  |                      |                      |                      |            |   |                 |                 |                 |  |

### Semifinales

#### Metropolitan FA - Academia Quintana
| 12 de diciembre de 2021 | Metropolitan FA                                                                             | 5:0 (3:0) | Academia Quintana | Estadio Juan Ramón Loubriel, Bayamón |  |
| 19:00                   | Justin Ruiz 7' · Tomas Zavaglia 30' · Julián Terrón Hernández 45+1', 47' · Franco López 83' | Reporte   |                   |                                      |  |

#### Puerto Rico Sol - Bayamón FC
| 11 de diciembre de 2021 | Puerto Rico Sol                                                        | 3:3 (1:1) (1:4 p.) | Bayamón FC                                                                  | Parque de Fútbol Benjamín Martínez González, San Juan |  |
| 20:30                   | Joel Roldán Torres 15' · Matthew Liotta 76' · Joseph Andrew García 82' | Reporte            | Joel Figueroa Melendez 37' · Adrián Oviedo Bascardal 53' · Jorge Rivera 70' |                                                       |  |

### Final

#### Metropolitan FA - Bayamón FC
| 18 de diciembre de 2021 | Metropolitan FA  | 1:2     | Bayamón FC                                                         | Estadio Centroamericano de Mayagüez, Mayagüez |  |
| 20:00                   | Franco López 48' | Reporte | Carlos Manuel Rosario Fernández 63' (pen.) · Gerald Jadel Díaz 71' |                                               |  |

| Campeón 2021 |
| ------------ |
|              |
| Bayamón FC   |
| 1.° Título   |